# Ośrodek Szpitalny im. Maurycego Madurowicza w Łodzi
Ośrodek Szpitalny im. Maurycego Madurowicza w Łodzi (dawn. Szpital im. dr Maurycego Madurowicza) – szpital ginekologiczno-położniczy, znajdujący się przy ul. Wileńskiej 37 w Łodzi.

## Historia
10 czerwca 1945 roku został otwarty szpital PCK przy ul. Krzemienieckiej 5 w Łodzi. Liczył on 49 łóżek chirurgicznych i 28 ginekologiczno-położniczych. W 1947 roku, w związku z otwarciem okręgowego szpitala PCK przy ul. S. Sterlinga 1/3 i ustanowienia w nim oddziału chirurgicznego, gmach przy Krzemienieckiej stał się 60-łóżkowym oddziałem położniczo-ginekologicznym szpitala PCK. W 1949 szpital przeszedł na własność miasta i został przemianowany na Państwowy Szpital Wojewódzki w Łodzi.
W kwietniu 1960 roku przeniesiono szpital na ulicę M. Fornalskiej 37 (późn. ul. Wileńska 37), sytuując go w gmachu dawnego internatu szkoły Związku Młodzieży Polskiej. W budynku znalazło się 150 łóżek w ramach oddziału ginekologiczno-położniczego, 58 łóżek na oddziale dla noworodków oraz laboratorium, apteka i przychodnia.
W 2009 radni sejmiku województwa łódzkiego podjęli decyzję o likwidacji szpitala Madurowicza jako odrębnej instytucji i włączeniu go w struktury szpitala im. M. Pirogowa.

### Dyrektorzy
- Jerzy Rutkowski (1945–1947)
- Bogdan Wróblewski (1947–1950)
- Jerzy Pertyński (1950–1962)
- Stanisław Gadzicki (od 1962)[1]
- Jacek Suzin (do 2006)[3]